# Џон Бјусема
Џон Бјусема (енгл. John Buscema, IPA:, право име Џиовани Натале Бјусема (енгл. Giovanni Natale Buscema; Њујорк, 11. децембар 1927 — Порт Џеферсон, 10. јануар 2002) је амерички стрип-цртач, један од најзначајних цртача издавачке куће Марвел комикс. Његов брат Сал Бјусема је такође стрип-цртач.
Најпознатији је као цртач стрип-серијала Осветници и Сребрни летач, те по раду на преко 200 епизода стрип-свески из жанра мачева и врачева о јунаку Конану Варварину. Такође је оловком скицирао велик број епизода већине Марвелових ударних стрипова, као што су Фантастична четворка и Тор. Примљен је у Стрип кућу славних 2002. године.